# Temporitzador de cuina

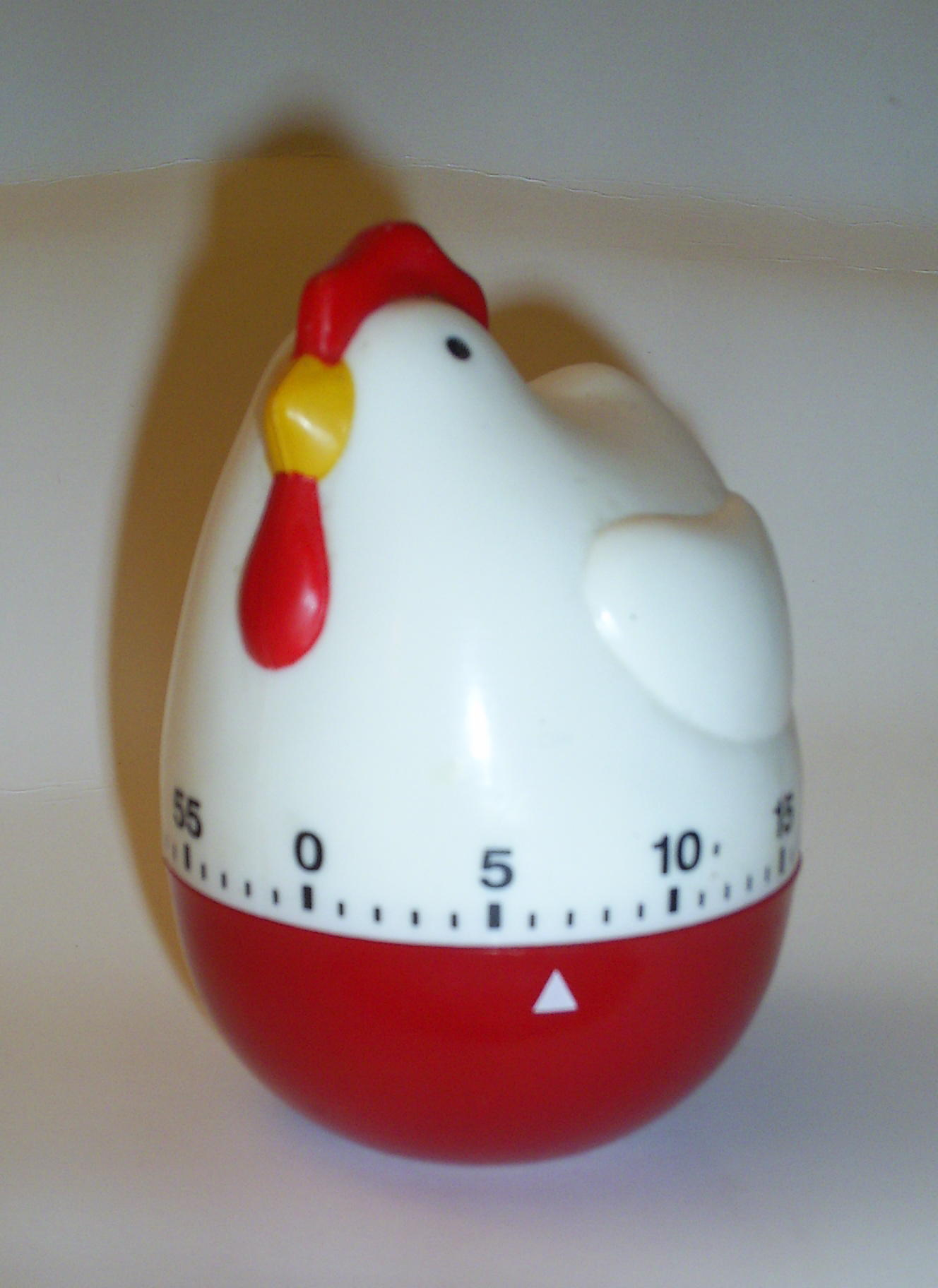
Comptador mecànic de minuts en forma de gallina

El temporitzador de cuina és un dispositiu utilitzat a la cuina per controlar els temps de cocció. S'utilitza per a temps de cocció relativament curts on cal un recompte precís de minuts, com per exemple en la preparació d'ous durs o escalfar viandes.

## Tipus[2]
- Rellotge de sorra, el més antic; els rellotges de sorra tal com els coneixem avui s'utilitzen des de l'edat mitjana (segle XIII), els que s'utilitzen a la cuina són petits i duren uns minuts; avui en dia han estat gairebé completament suplantats per dispositius mecànics (tot i que es continuen utilitzant en jocs de taula);
- Temporitzador mecànic, amb molla que sona al final de la càrrega;
- Temporitzador digital, alimentat amb piles i programable amb tecles.

El temporitzador de cuina es diferencia del temporitzador (analògic i digital) perquè aquest apaga o encén un aparell com un microones o una placa elèctrica) segons el temps programat, en lloc de comptar només els minuts i fer un senyal acústic al final.

## Galeria d'imatges

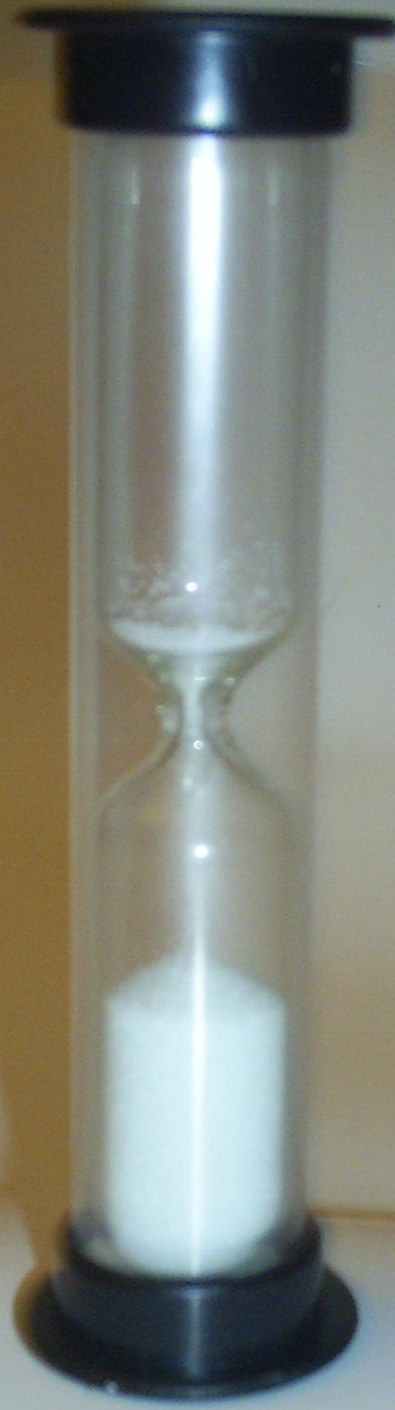
Petit rellotge de sorra
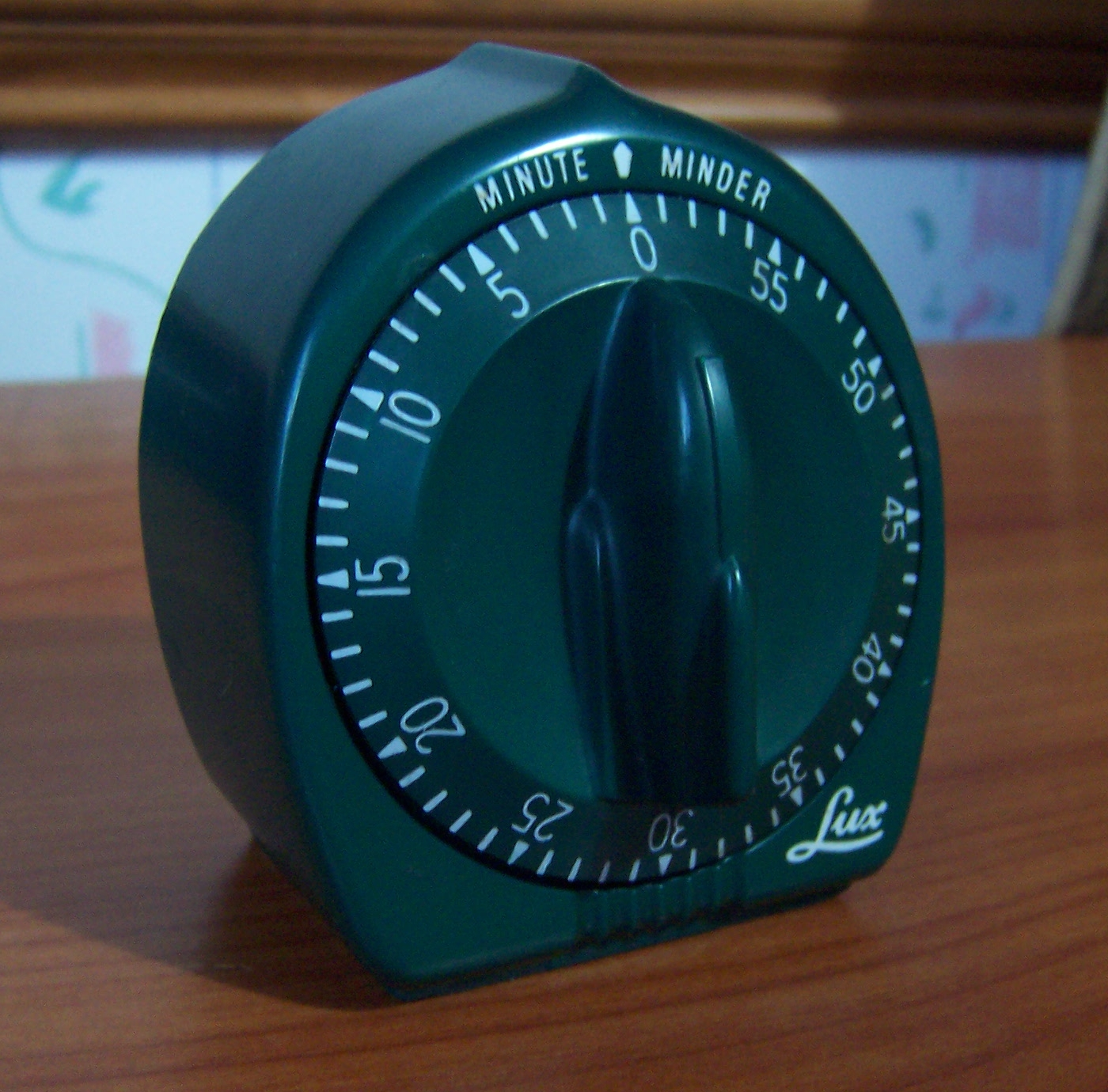
Comptador de temps mecànic
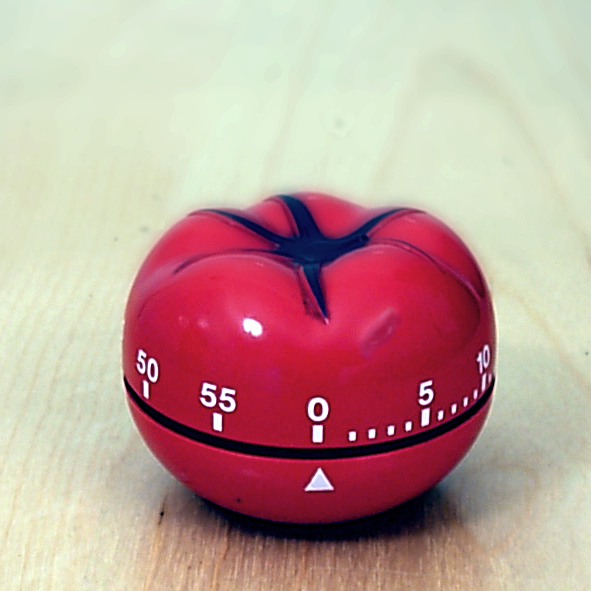
Comptador mecànic en forma de tomàquet
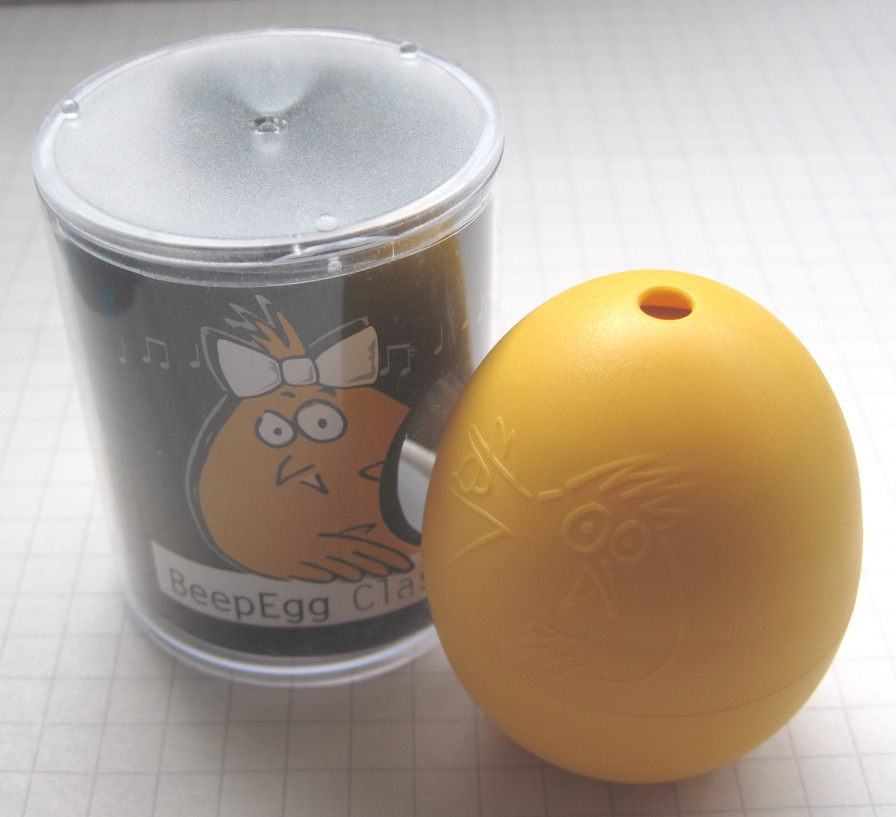
Comptador mecànic de minuts
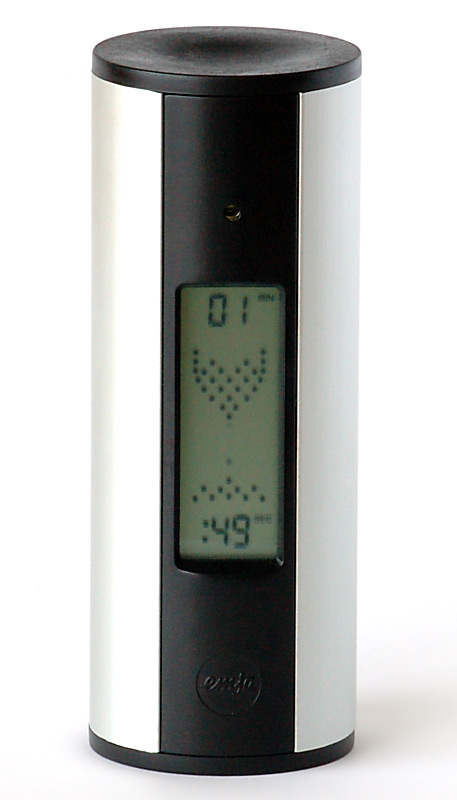
Comptador de minuts digital